# Amphicteis philippinarum
Amphicteis philippinarum är en ringmaskart som beskrevs av Grube 1878. Amphicteis philippinarum ingår i släktet Amphicteis och familjen Ampharetidae.
Artens utbredningsområde är havet kring Nya Zeeland. Inga underarter finns listade i Catalogue of Life.